# Corporación Masaveu
Corporación Masaveu es una corporación con sede social en Oviedo (Asturias) España. Cuenta con siete divisiones bajo las cuales se agrupan inversiones de diferente naturaleza: Industria, Bodegas, Aparcamientos, Inmobiliaria, Medicina, Internacional y Arte.

## Historia
La familia Masaveu construyó a partir de la Banca Masaveu un conglomerado de empresas que inició Elías Masaveu Rivell, creando en 1898 la primera fábrica de cemento Portland de España bajo el nombre de Sociedad Anónima Tudela Veguín.

## Empresas
- Industria
  - Cementos Tudela Veguín S.A.
  - Morteros Tudela Veguín S.A.
  - General de Hormigones S.A.
  - Escorias y Derivados S.A.
  - Centro de Investigación Elías Masaveu S.A.
  - Caleras de San Cucao S.A.
  - Comercial Iberoamericana de Servicios, S.A.
- Bodegas
  - Bodegas Murua
  - Bodegas Fillaboa
  - Bodegas Leda
  - Bodegas Pagos de Araiz
  - Llagares Valverán
- Aparcamientos
  - Parking Barcelos – Pontevedra
  - Parking Plaza del Rey – Vigo
  - Parking La Escandalera – Oviedo
  - Parking Plaza de España – Ferrol
  - Parking Plaza del Cantón – Ferrol
  - Parking Roma 2000 – Barcelona
  - Parking Hospital del Vall d’Hebron – Barcelona
  - Parking Jesús del Monasterio – Santander
  - Parking Plaza Numancia – Santander
  - Parking Hospital de Valdecilla – Santander
  - Parking Hospital Virgen del Rocío – Sevilla
- Inmobiliaria
  - Masaveu Inmobiliaria, anteriormente denominada Propiedades Urbanas, S.A. (PRUSA)
- Medicina
  - Medicina Asturiana S.A.
  - instituto de medicina oncológico y molecular (IMOMA)

## Presidentes de la corporación
- Pedro Masaveu Rovira (1828-1885)
- Elías Masaveu Rivell (1847-1924),[4] sobrino y yerno del anterior
- Pedro Masaveu Masaveu (1886-1968), hijo del anterior
- Pedro Masaveu Peterson (1939-1993), hijo del anterior
- María Cristina Masaveu Peterson (1937-2006), hija de Pedro Masaveu Masaveu
- Elías Masaveu Alonso del Campo (1930-2005), sobrino de Pedro Masaveu Masaveu
- Fernando María Masaveu Herrero (1966-), hijo del anterior[5]